# John Sedgwick
John Sedgwick, ameriški general, * 13. september 1813, Cornwall, † 9. maj 1864, okrožje Spotsylvania, Virginija.